# Evelyn Guerrero
Evelyn Louise Guerrero (* 24. Februar 1949 in East Los Angeles, Kalifornien) ist eine US-amerikanische Schauspielerin.

## Leben
Guerrero war von 1969 bis 1999 in etlichen Film- und Fernsehproduktionen zu sehen. Bekannt ist sie für ihre Rolle Donna in den Cheech und Chong Filmen Noch mehr Rauch um überhaupt nichts, Cheech & Chongs heiße Träume und Cheech & Chong im Dauerstress. Zu ihren weiteren Filmen zählen Der Killer mit der Bohrmaschine (1978), She Came to the Valley (1979) und … And the Earth Did Not Swallow Him (1995). Im Fernsehen war sie unter anderem in dem Pilotfilm der Serie Raumschiff Enterprise – Das nächste Jahrhundert (1987), als Marisol in zwei Folgen von I Married Dora (1987) und in fünf Folgen von Dallas (1978–1990) zu sehen.
Guerrero wurde zudem für den Playboy abgelichtet. Von 1993 bis 2005 war sie mit dem Schauspieler Pat Morita verheiratet.

## Filmografie
- 1969: Wild Wheels
- 1976: Keine Gnade, Mr. Dee! (Trackdown)
- 1976: Police Story (Fernsehserie, eine Folge)
- 1976: Make-up und Pistolen (Police Woman, Fernsehserie, eine Folge)
- 1976: The Quest (Fernsehserie, eine Folge)
- 1978: Der Killer mit der Bohrmaschine (The Toolbox Murders)
- 1978: Fairy Tales
- 1978–1979: Quincy (Quincy, M. E., Fernsehserie, 2 Folgen)
- 1978–1990: Dallas (Fernsehserie, 5 Folgen)
- 1979: She Came to the Valley
- 1979: Stone (Pilotfilm)
- 1980: Noch mehr Rauch um überhaupt nichts (Cheech and Chong’s Next Movie)
- 1980: Cannons Comeback (Fernsehfilm)
- 1981: Cheech & Chongs heiße Träume (Nice Dreams)
- 1982: Cheech & Chong im Dauerstress (Things Are Tough All Over)
- 1983: Matt Houston (Fernsehserie, eine Folge)
- 1984: Computer Kids (Whiz Kids, Fernsehserie, eine Folge)
- 1984: Legmen (Fernsehserie, eine Folge)
- 1985: Polizeirevier Hill Street (Hill Street Blues, Fernsehserie, eine Folge)
- 1986: Remington Steele (Fernsehserie, eine Folge)
- 1986: Die Colbys – Das Imperium (Dynasty II – The Colbys, The Colbys, Fernsehserie, eine Folge)
- 1987: Raumschiff Enterprise – Das nächste Jahrhundert (Star Trek: The Next Generation, Fernsehserie, Pilotfilm)
- 1987: I Married Dora (Fernsehserie, 2 Folgen)
- 1987: Simon & Simon (Fernsehserie, eine Folge)
- 1987: The Facts of Life (Fernsehserie, eine Folge)
- 1988: CBS Schoolbreak Special (Fernsehserie, eine Folge)
- 1988: CBS Summer Playhouse (Fernsehserie, eine Folge)
- 1988: Hunter (Fernsehserie, eine Folge)
- 1991: Alligator II – Die Mutation (Alligator II: The Mutation)
- 1991: Dynasty: The Reunion (Fernsehserie, eine Folge)
- 1993: Blood in, Blood out – Verschworen auf Leben und Tod (Bound by Honor)
- 1995: … And the Earth Did Not Swallow Him
- 1999: Inferno